# Læring
Læring ("det at lære (noget)") er
1. tilegnelse af færdigheder, viden og holdninger.
2. modifikation af adfærd.

Den første synsvinkel støtter sig til en klassisk, tyskpræget filosofi (se Hegel eller erkendelsesteori), mens den sidste er baseret på nyere, angelsaksisk prægede behaviorisme.
Den psykologiske behaviorisme blev udviklet i midten og sidste halvdel af det 20. århundrede, hvor eksperimenter med aber gav ny indsigt. Da aberne er sprogløse, måtte al forståelse af deres læring tage udgangspunkt i iagttagelser af deres adfærd ("behavior"). Erkendelse fra disse forsøg blev overført til forståelse af menneskets psykologi og indlæring. Dermed valgte man at se bort fra den karakteristiske sproglige tilgang til læring og videregivelse af læring, og behaviorismen var født.
Ny erkendelse i semiologien har ført til alvorlig diskussion om det berettigede i at beskrive læring alene ud fra adfærd.
Typer af læring:
- Habituering
- Klassisk betingning
- Instrumentel betingning
- Kognitiv læring

## Teorier

### Læringsteorier
Knud Illeris

Læring er en vigtig funktion i menneskets organisme. Samtidig med at læring er en essentiel del af vores samspil med omgivelserne, ikke mindst de sociale og samfundsmæssige. Mennesket er i meget høj grad et socialt menneske, og læring sker enten direkte eller indirekte i samspil med andre mennesker. Læringen betragtes som et centralt element i samspillet mellem det enkelte individ og omgivelserne. ”Læring er en social proces, der foregår i samspil med andre.” 

Knud Illeris’ tre grundlæggende læringsdimensioner:

- Den indholdsmæssige (kognitive og motoriske) dimension der drejer sig om tilegnelsen af det der læres.
- Den psykodynamiske (følelses-, viljes- og motivationsmæssige) dimension der drejer sig om læringens drivkræfter.
- Den sociale (samspils- og samfundsmæssige) dimension der drejer sig om samspillet mellem individet og omgivelserne. [1]

I den sociale dimension er det centrale, at den enkelte er en del af en lang række samvirkende fællesskaber, der fungerer gennem individernes samspil og sociale aktiviteter.
I forhold til inklusion, er det den sociale dimension i samspil med de to andre dimensioner, der er den afgørende faktor, da de tilsammen løbende udvikler vores viden, færdigheder, forståelse, følsomhed, socialitet – dvs. alt det vi som helhed med et moderne ord betegner som vores kompetencer.

### Situeret læring eller mesterlære
Jean Lave, PhD, er professor ved University of California, Berkeley. Jean Lave er kendt for at have formuleret teorien om situeret læring i bogen ’Situeret læring. Legitim perifer deltagelse’ sammen med Etienne Wenger.
I sin forskning sætter Lave spørgsmålstegn ved den pædagogiske konvention om at nytænkning læres bedst gennem undervisning i skolen, mens det, der læres i praksis uden for skolen, er rutinemæssige opgaver. I et studie fra 1970'erne opdagede Lave at liberiske skrædderlærlinge lærte gennem at observere deres mestre uden egentlig undervisning. Det var imod ideen om at læring bygger på undervisning.
- I Lave og Wengers bog om situeret læring fra 1991 (da. 2003) formuleres en almen teori om læring, hvor læring betones som en dynamisk proces, der forudsætter et praksisfællesskab samt en forandring af den enkeltes deltagelse i praksisfællesskabet. Fx når man går fra at være ny på en arbejdsplads, til at være en af ’de gamle’.

Etienne Wenger
I læringspsykologien arbejder Etienne Wenger med begrebet Kontekst-teorier, som er tæt beslægtet med inklusionstanken og måske også har et fornuftigt bud på en definering af det flyvske inklusionsbegreb. Wenger siger om sin teori af ”praksis er et fællesskab, der udvikles gennem forhandling af betydninger, hvorved deltagerne indgår i relationer til hinanden”.

## Andre anvendelsesområder
På andre områder som sociologi og økonomi taler man også om læring: det lærende samfund, den lærende organisation og den lærende økonomi. Her anses betydningen af læring i den mere traditionelle forstand for kilden til færdigheder og viden og bygger endvidere på den idé, at grupper af individer kan lære i fællesskab.
I organisationsteori bruger man begreber som double loop-læring og single-loop læring til at beskrive de læringsprocesser, der foregår på organisationsniveau (Chris Argyris).
I økonomisk teori bruges begreber som forskning og udvikling (FoU), læring ved udførelse (learning by doing), læring ved anvendelse (learning by using) og læring ved interaktion (learning by interacting) til at karakterisere de læringsprocesser, der sker i en økonomi (Bengt-Åke Lundvall). Det er vigtigt i flere økonomisk teoretiske perspektiver som det perspektiv, der anser en økonomi som et innovationssystem.